# فوگه‌تسورو

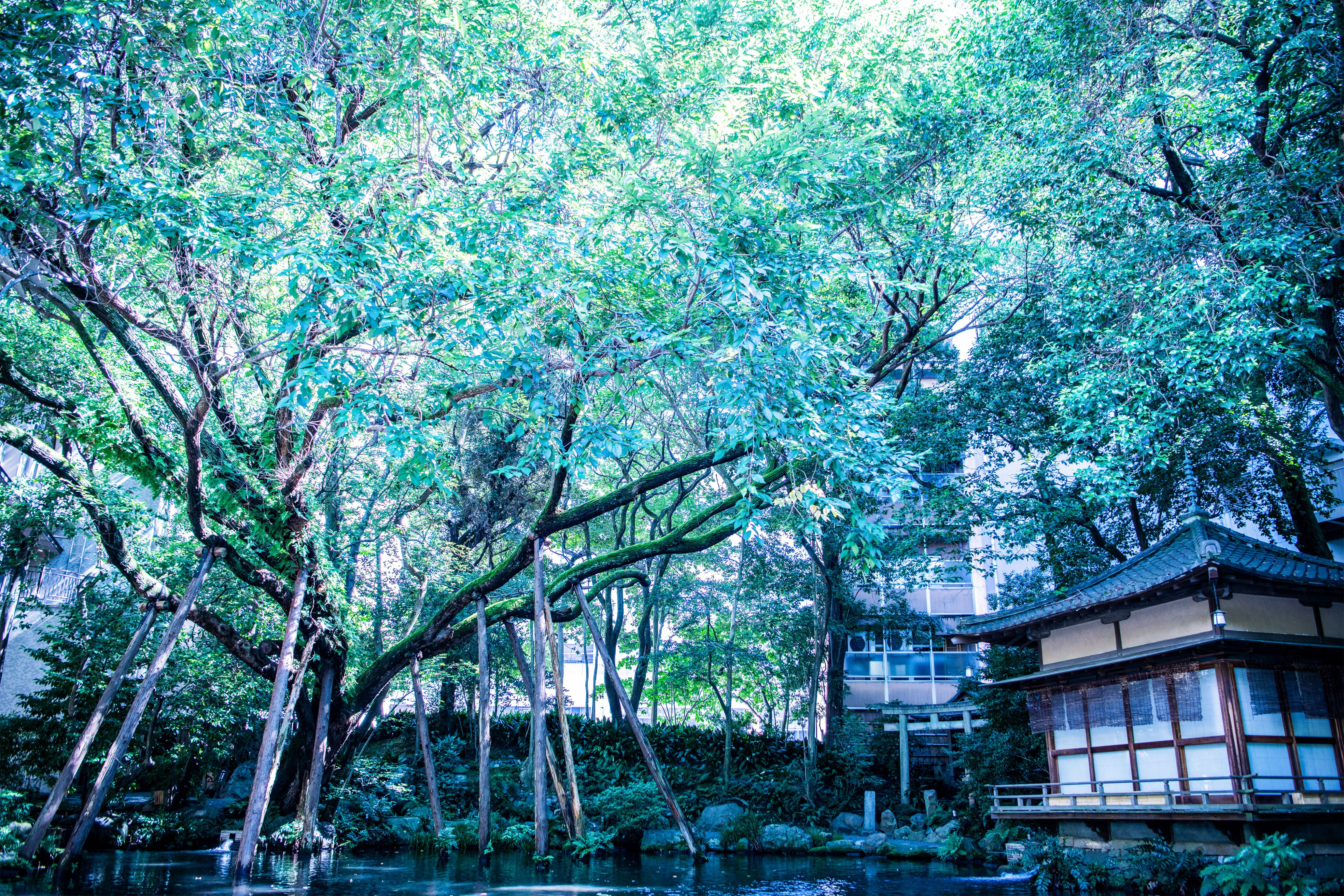

فوگه‌تسورو (به ژاپنی: 浮月楼 ふげつろう)، یک رستوران و باغ ژاپنی است که در خیابان ۱۱–۱ کونیا-چو، آئوی-کو، شهر شیزوئوکا، استان شیزوئوکا واقع شده است. همچنین به عنوان محل عمارتی شناخته می‌شود که توکوگاوا یوشینوبو، پانزدهمین شوگون از شوگون‌سالاری ادو، از سال ۱۸۶۹ (میجی ۲) تا ۱۸۸۸ (میجی ۲۱) پس از مرمت میجی در آن زندگی می‌کرد. انتظار می‌رود برخی از ساختمان‌ها در تابستان ۲۰۲۵ به عنوان دارایی‌های فرهنگی ملموس ملی ثبت شوند (ریوا ۷) و این باغ برای ثبت به عنوان یک بنای تاریخی ملی توصیه شده است (نامگذاری رسمی پس از صدور اطلاعیه رسمی انجام خواهد شد).

## تاریخچه
گفته می‌شود پس از اصلاحات میجی، توکوگاوا یوشینوبو، از معمار باغ ژاپنی، اوگاوا جیهی هفتم، که از کیوتو فراخوانده شده بود، از او خواست تا باغی را بر اساس اقامتگاه قاضی که توسط شیبوساوا ایئیچیا، دست نشانده سابق شوگون‌سالار، آماده شده بود، بسازد و از سال ۱۸۶۹ حدود ۲۰ سال را در آنجا گذراند.
هنگامی که خط توکایدو در سال ۱۸۸۸ افتتاح شد، یوشینوبو از شلوغی و هیاهوی شهر بیزار بود و به عمارتی در نیشیکوسابوکا، شیزوئوکا (که بعدها هتل آئویی، خانه سابق امبرسون و کلیسای شیزوئوکا شد) نقل مکان کرد. محل عمارت بعداً در سال ۱۸۹۱ به عنوان رستوران اوکیگتی افتتاح شد. از آن زمان، بسیاری از افراد مشهور مانند ایتو هیروبومی، سای‌اونجی کینموچی، اینوئه کائورو، تاناکا میتسواکی، کورودا سیکی، کیشی نوبوسوکه، ایکدا هایاتو، کیکوچی کان، نائوکی سانجوگو، آکوتاگاوا ریونوسوکه و وینگارتنر هنگام آمدن به شیزوئوکا در اینجا اقامت داشتند.
باغ به سبک قدم زدن با یک حوضچه با اقلامی تزئین شده است که به بازدیدکنندگان اجازه می‌دهد نگاهی به تاریخ بیندازند، مانند بامبوی تایوانی کاشته شده توسط توکوگاوا یوشینوبو، یک بنای سنگی با شعر چینی آکیزوکی تانجو و داستان پیدایش ناکامورا شوکو، یک فانوس با تاج گل داوودی که گفته می‌شود هدیه‌ای از شاهزاده کوماتسو آکی‌هیتو بوده است، و گل‌های هانگشی که گفته می‌شود توسط امپراتریس تیمئی کاشته شده‌اند.
معبد کوفوکو ایناری از تپه‌ای در جنوب باغ، مشرف به برکه است و سال ۱۷۳۳ روی بنای سنگی نزدیک آن نوشته شده است. زمانی که این معبد در دوره ادو محل اقامت یک قاضی بود، باغ در روزهای جشن به روی عموم باز می‌شد و گفته می‌شود که عموم مردم از آن بازدید می‌کردند. همچنین گفته می‌شود وقتی یوشینوبو به این منطقه نقل مکان کرد، میتو میتسوکونی را نیز در این معبد ایناری به خاک سپرد.
پس از افتتاح آن به عنوان اوگتسوتی، معمار ایسوهاچی یوشیدا نیز در ساخت اوگتسوتی مشارکت داشت. ساختمان اصلی (باغ در این زمان توسط هیروشی نیشیکاوا و یوشیکونی آراکی بازسازی شد) در آتش‌سوزی شیزوئوکا و خسارات جنگی ویران شد، اما میکیکان، واقع در شمال باغ، در سال ۱۹۵۰ (شووا ۲۵) بر اساس اصول طراحی آن زمان بازسازی شد.

## نگارخانه

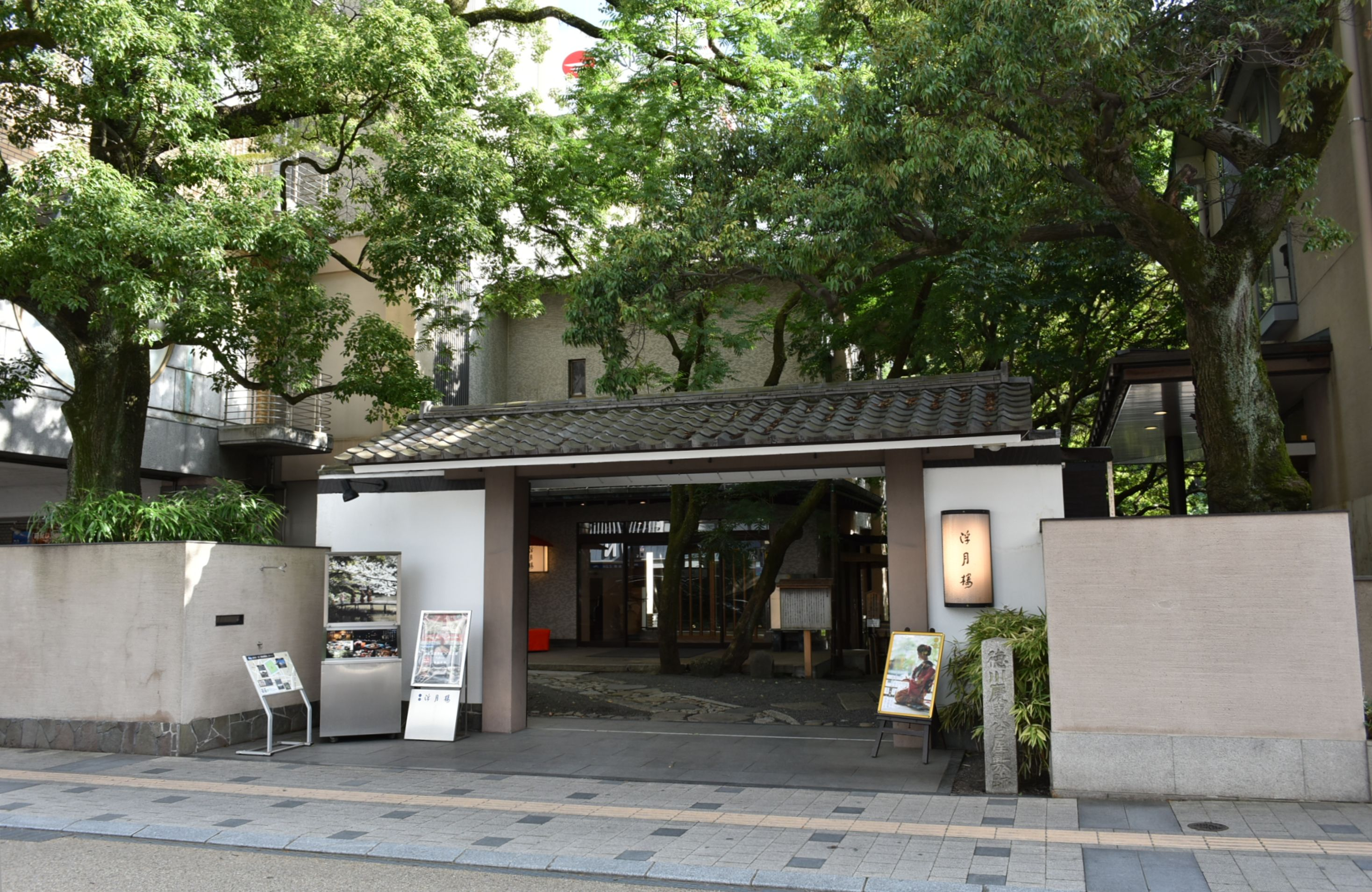
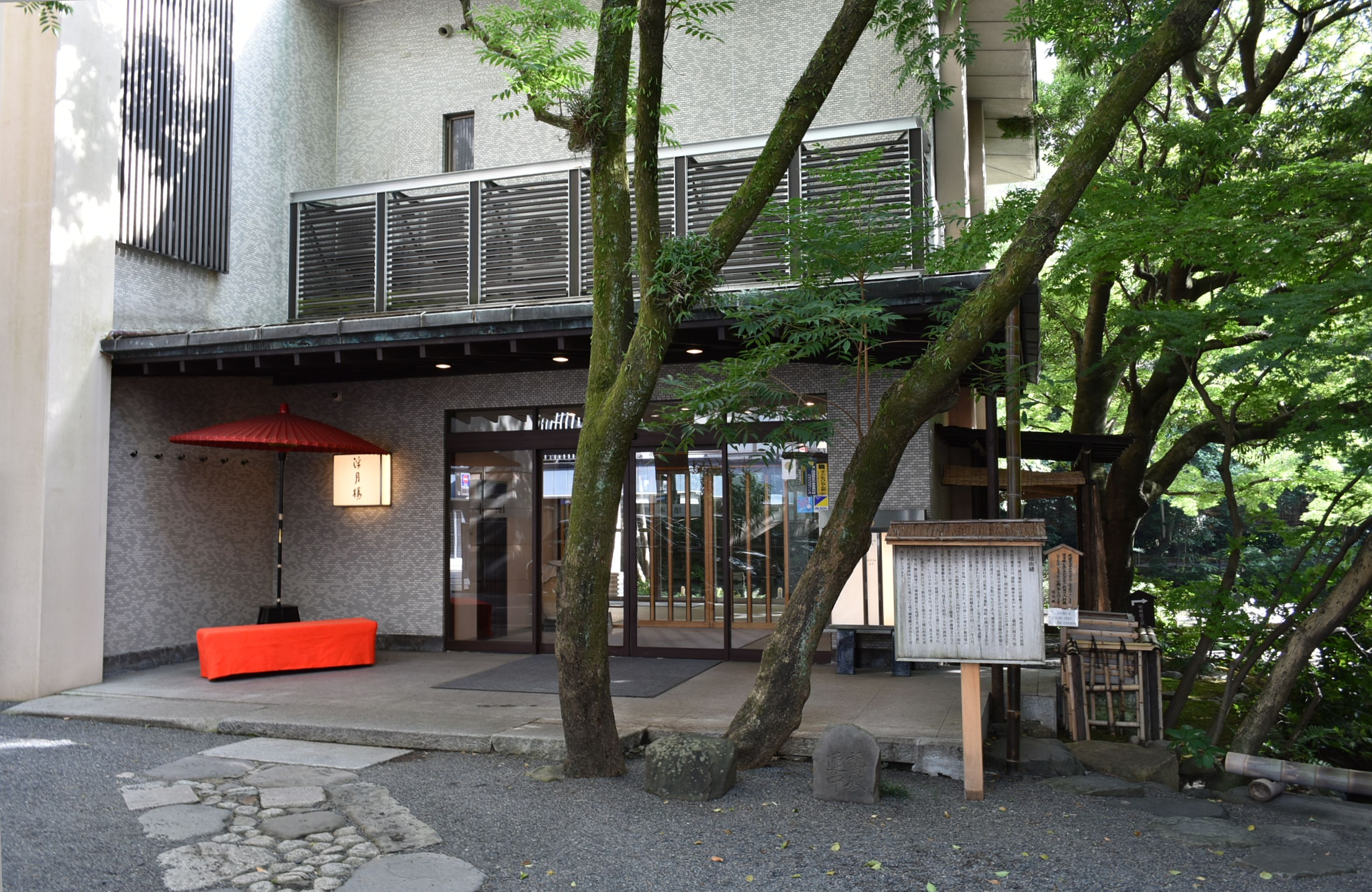
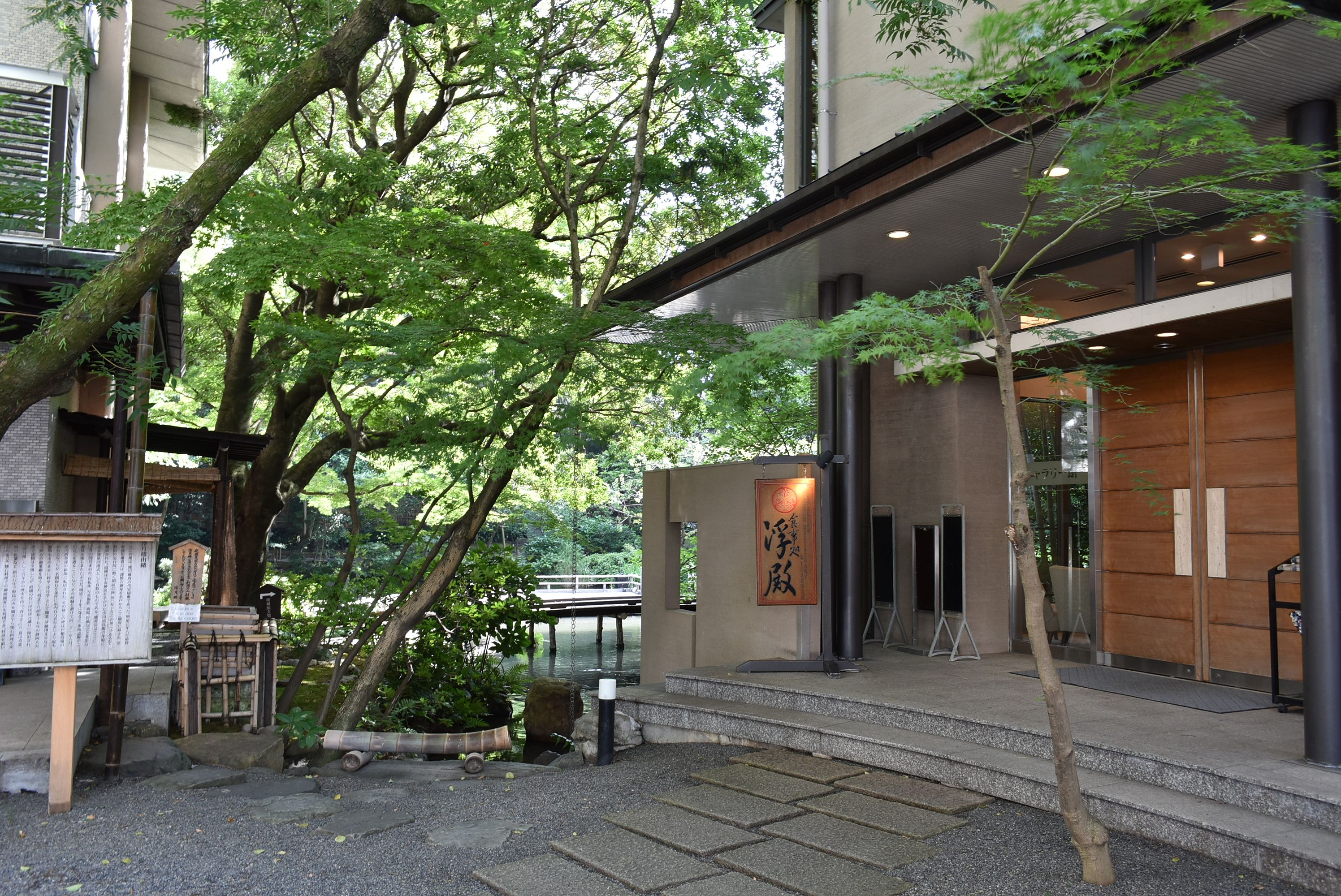
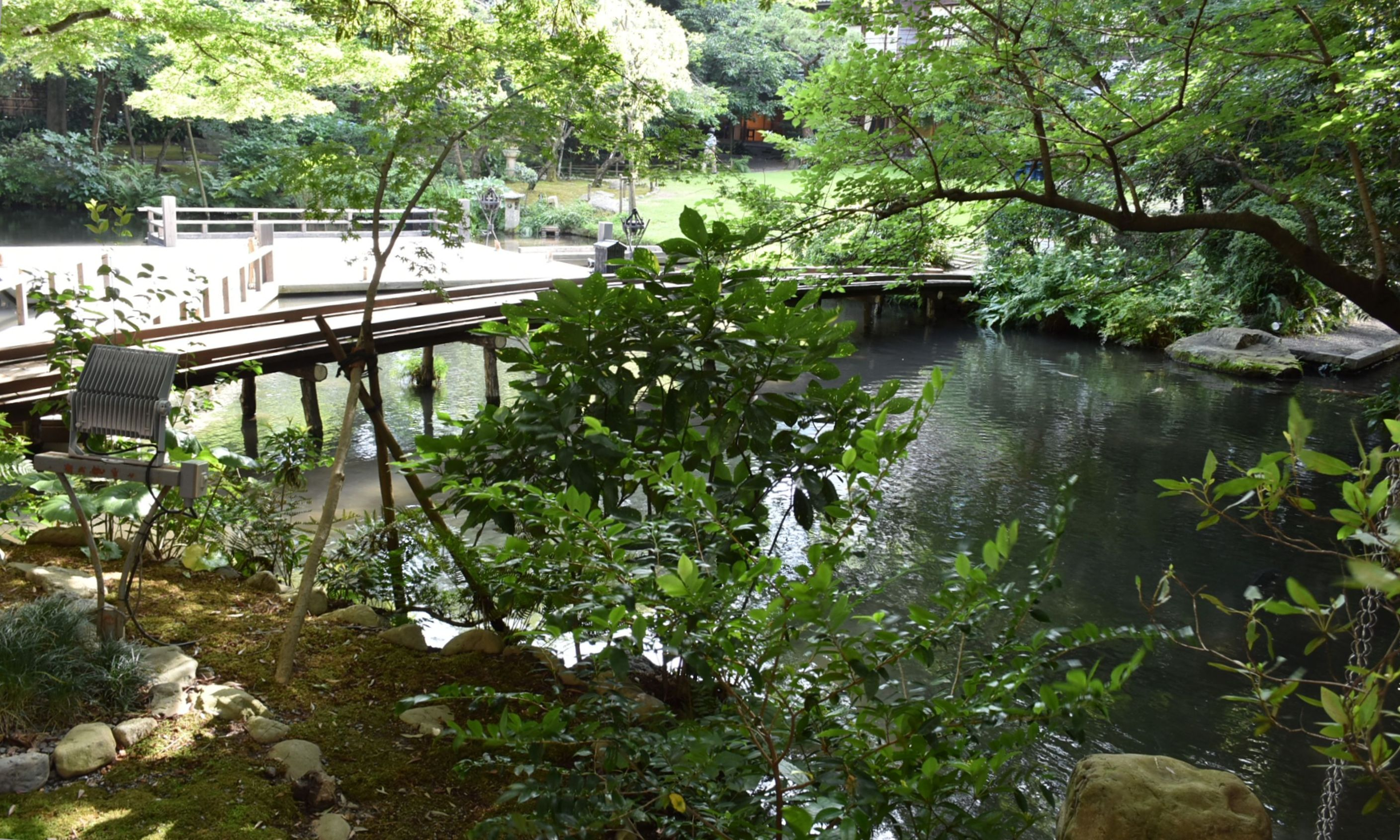